# Haggai
| Zwölfprophetenbuch des Tanach                                                                            |
| --- |
| - Hosea - Joel - Amos - Obadja - Jona - Micha - Nahum - Habakuk - Zefanja - Haggai - Sacharja - Maleachi |
| Namen nach dem ÖVBE                                                                                      |

Haggai (hebräisch חַגַּי [χagˈgaj], deutsch ‚Der am Festtag Geborene‘, altgriechisch Ἀγγαίος [anˈgaiɔs], lateinisch Aggaeus, oder Aggeus) war  ein Prophet und Autor des nach ihm benannten Prophetenbuchs im Tanach. Er wirkte laut Hag 1,1, Esra 5,1  und 6,14  um 520 v. Chr. am Jerusalemer Tempel, als dieser wiederaufgebaut wurde, und gehörte somit wohl zu den jüdischen Rückkehrern aus dem Babylonischen Exil. Das Buch Haggai gehört zum Zwölfprophetenbuch im Judentum und damit auch zum Alten Testament des Christentums.

## Inhalt
Hauptthema des Buches ist der Wiederaufbau des Tempels in Jerusalem nach dem Babylonischen Exil. Seine Prophezeiungen sind auf das Jahr 520 v. Chr. datiert, mit genauen Datumsangaben. Es enthält vier Reden.
- 1. Rede (Hag 1,1–15 EU), Aufruf Gottes, die Arbeit am Tempel wieder aufzunehmen
- 2. Rede (Hag 2,1–9 EU), Weissagung von der Herrlichkeit des künftigen Tempels
- 3. Rede (Hag 2,10–19 EU), Verheißung von Gottes Segen nach der langen Gerichtszeit, wenn das Volk wieder in Heiligkeit lebt
- 4. Rede (Hag 2,20–23 EU), Prophetie vom kommenden Gericht für die übrige Welt und von der Ehrung Serubbabels.

## Datierung
Die vier Reden des Buches Haggai sind bis auf den Tag genau datiert (1,1 ; 2,1 ; 2,10 ; 2,20 ) und fanden in der zweiten Hälfte des Jahres 520 v. Chr. in Jerusalem statt. Das Datierungssystem dürfte jedoch sekundär in die prophetische Programmschrift Haggais eingebracht worden sein.

## Die gesellschaftliche und wirtschaftliche Situation Judas um 519 v. Chr.
Vermutlich gab es eine Koalition, die an der Wiedererrichtung des Tempels interessiert war (Spätsommer 520 v. Chr.): Zum einen die Priesterschaft, die durch den Tempelbau wieder Arbeit bekommen konnte;  zum anderen die Realpolitiker, die das Wohlwollen des persischen Statthalters Serubbabel für ihre Restaurationsbestrebungen nutzen wollten. Es gab aber auch gewichtige Gründe, die gegen eine Wiedererrichtung sprachen.
Die wirtschaftliche Lage in Juda war infolge  einer längeren Dürreperiode katastrophal. Auch die Wiedereingliederung der Rückwanderer machte Probleme; Eigentumsansprüche der Rückkehrer mussten teilweise gerichtlich entschieden  werden, daher kam es zu erheblichen sozialen Spannungen. Die Bevölkerung war vielmehr mit der Sicherung des eigenen Lebensstandards beschäftigt. (Hag 1,6.9.10 f. ; 2,16 ; Sach 8,10 )
Es gab auch theologische Einwände gegen den Tempelbau: In der desolaten Lage sah man nicht das Zeichen JHWHs zur Wiedererrichtung (Hag 1,2 ), schon Jeremia hatte nach Sicht seiner deuteronomistischen Interpreten davor gewarnt, falsches Vertrauen in den Tempel zu setzen, und stattdessen die Verbesserung der sozialen Lage gefordert (Jer 7 : die Tempelrede Jeremias). Vor allem die prophetisch-deuteronomistischen Gruppen der Daheimgebliebenen wollten sich wohl zuerst sozialen Problemen widmen.

## Die theologische Initiative Haggais
Zu einem Umschlag der öffentlichen Meinung kam es mit Haggai und Sacharja. Mit realpolitischen Interessen verband sich utopisches Potential, das die beiden Propheten in Anknüpfung an die exilische Heilsprophetie einbrachten. Beide leisteten eine enorme Überzeugungsarbeit: Es galt, die politischen und priesterlichen Führer und einen Großteil der  Bevölkerung  für den Tempelbau zu motivieren (Hag 1,2–11  und Hag 2,3–9 ; die Nennung Jehoschuas in 2,4 geht auf den Haggai-Chronisten zurück, der auch die Datierung vornahm. Vgl. dazu den Abschnitt über die theologische Verarbeitung der gescheiterten Restauration).
Haggai trat in den ersten drei Monaten des Tempelbaus auf (29.9.–13.12.520). Er entstammte wohl den Kreisen der ehemaligen Hofprophetie und bewegt sich in konservativ-nationalen Vorstellungen. Der Tempel war für ihn Voraussetzung  des Segens; sein Fehlen erkläre die wirtschaftliche Lage (Hag 1,2–9 ). Verantwortlich für den Tempelbau war für ihn außer der Priesterschaft vor allem der Davidide Serubbabel, dem JHWH unbedingten Beistand zusagen würde. Haggai verband mit der Vollendung des Tempelbaus die Hoffnung auf eine Restitution des davidischen Königtums und das  welterschütternde Eingreifen JHWHs. Gleichzeitig sollte auch die Verwerfung Jojachins paradigmatisch  zurückgenommen werden – (Hag 2,23  vgl. Jer 22,24 ).
Haggai und Sacharja  erweckten mit dem konkreten Akt des Tempelbaus aber sehr viel weitergehende Restaurationshoffnungen, die sich schnell als gefährliche Illusion erwiesen.

## Nachwirkungen

### Die Tempelrestauration als prophetisches Projekt
Esra 1–7  stellt es so dar, als wäre der entscheidende Impuls dazu bereits um 538 v. Chr. von Kyros II. ausgegangen. Zwischenzeitlich wurde durch die Historiker der Beweis erbracht, dass die Darstellung in Anbindung an Deuterojesaja eine theologische Erzählung des Chronisten darstellt, der in ausschmückenden Worten Kyros II. überschwänglich sogar als „Gesalbten des Herrn“ (Jes 45,1 ff. ) betitelte.
Der Wiederaufbau wurde unter Dareios I. und Serubbabel sowie Jeschua in Angriff genommen. Die Initiative ging bei diesem Projekt von den jüdischen Heimkehrern aus, die eine schriftliche Anfrage an den Satrapen Tatnai richteten.

#### Der König als Tempelbauer in der Umwelt Israels
Zum einen ist Tempelbau in der altorientalischen Umwelt immer in erster Linie eine Initiative der Götter. So stellt es z. B. das Epos Enûma-Elîš dar. Zum anderen aber fällt diese Aufgabe auch in die Verantwortung der Könige.
Dazu R. Lux: „Der Konnex von Herrschaft und Heiligkeit, stellt kein Arkanum dar, sondern ist wesentlich auf Öffentlichkeit und Visualisierung hin angelegt. Dass der jeweilige Herrscher in einer besonderen Beziehung zur Gottheit stand, das sollte vor aller Welt sichtbar werden.“ Nach Christoph UELINGER bezeichnet man dies als „figurative policy“.

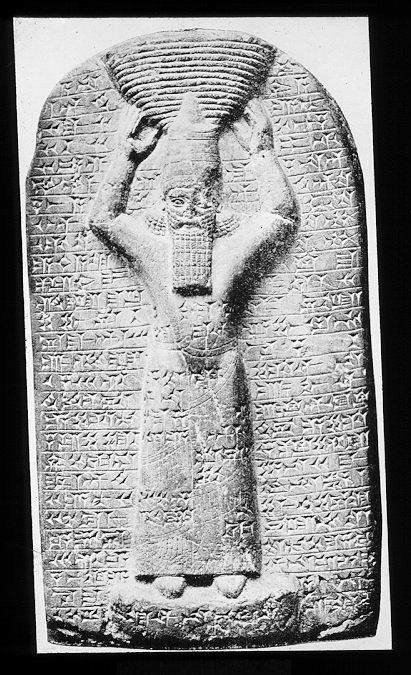
Assurbanipal (668–626 v. Chr.) beim Korbtragen für Marduk

Die altorientalische Umwelt hat somit den König als Tempelbauer fest in ihrer Ikonografie und Epigrafie verankert. So gehört die Darstellung des Königs als Tempelbauer – mit Tragkorb – zum Standardrepertoire vom 3. Jahrtausend v. Chr. bis zum Neubabylonischen Reich.
Dabei wird das Motiv des Tempelbaues des Öfteren mit anderen Motiven der Königstheologie kombiniert. So kann der Auftrag zum Bau bzw. Wiederaufbau eines Tempels durch die Gottheit im Traum erfolgen. Auch sind es oft diejenigen Könige, die sich als Kriegsherren siegreich erwiesen haben; die Arbeit am Heiligtum ist mehr als nur eine Dankesgeste! Vor diesem Hintergrund ist auch zu verstehen, warum das Zutagefördern des Grundsteins durch Serubbabel eine königliche Geste gewesen sein muss (Sach 4,6–10 ).
Und immer wieder ist in der Umwelt schließlich mit dem Tempelbau die Bitte der Festigung der Dynastie verbunden. Am Ende einer Bauinschrift Nabopolassars heißt es daher:

„Herr Marduk, schaue meine Taten freudig an, und auf dein erhabenes Wort hin, das unveränderlich ist, möge dieses Werk, meiner Hände Arbeit, alt werden bis in Ewigkeit! Wie die Ziegel von Etemenaki fest sind auf ewig, gründe das Fundament meines Thrones fest bis in ferne Tage!“

Hier liegt auch der auffälligste Berührungspunkt zwischen der Umwelt Israels und dem, was beispielsweise das Deuteronomistische Geschichtswerk (2. Samuel 7 ) als Tempeltheologie im Zusammenhang mit der Dynastie der Davididen erarbeitet. Dass dies nicht ganz unumstritten war, zeigt z. B. Jeremia in der Tempelrede Jer 7 .
Beim Wiederaufbau des Jerusalemer Tempels treffen verschiedene Meinungen aufeinander; während Tritojesaja sich als Gegner des Tempelbaus zu erkennen gibt (Jes 66,1 f.  im Zusammenhang mit der tempelkritischen Nathanweissagung) und Gottes von allem menschlichen Handeln und Planen unabhängige Souveränität betont, gibt es andere Stimmen, die nicht nur den Tempelbau befürworten, sondern vielmehr noch davon die Wiederbelebung der davidischen Dynastie erhofften.
Solche Hoffnungen muss es in der Provinz Juda gegeben haben. Denn nur so lässt es sich verstehen, weshalb Haggai und Sacharja derart überzeugt davon waren, dass gerade Serubbabel, der Enkel Jojachins die für den Tempelbau zuständige Person war. Wenn innerhalb der Haggai Grundschicht, die in allen Stücken für den Tempelbau wirbt, Serubbabel die erneute Erwählung und Rücknahme der Verwerfung seines Großvaters zugesagt wird (Hag 2,23  unter motivlicher Bezugnahme auf Jer 22,24 f. ), dann muss auch er sich in der gemeinorientalischen Vorstellung bewegt haben, nach welcher der oben genannte Konnex zwischen König und Tempel gehört. Für Haggai 2,23  und Sacharja 4,6–10  ist es der Davidide Serubbabel, der den Grundstein des Alten Tempels wieder hervorholt.

#### Tempelbau als Initiative der Götter
Die altorientalische Theologie parallelisierte die Erschaffung des Kosmos mit dem Tempelbau; so war Esagila beispielsweise eine Art „Nabel der Welt“, wie es das Enuma Eliš festhält. Der in der Mythologie verankerte Zusammenhang von Schöpfung und Heiligtum legt es nahe, dass letzteres keinesfalls im Belieben des Menschen stehen kann. Tempelbau ist Schöpfungswerk, Nachahmung der Götter (imitatio deorum). Also musste jeweils ein Votum der Götter vorliegen. Die Tempelbauer trugen schließlich mit ihrem Werk zur Stabilisierung und Verankerung der irdischen und kosmischen Ordnung bei. Daher ergeht der Befehl zum Tempelbau auch oft durch die Götter selbst.
Auch in Haggai und Sacharja liegt ein Prophetischer Aufruf zum Tempelbau, der das Chaos bändigen soll, vor. Bei Haggai tritt an die Stelle der Initiativkette „Gottheit – König – Tempelbau durch das Volk“ die Abfolge „Gott – Prophet – Repräsentanten des Volkes (Serubbabel [+Jehoschua]) – Tempelbau durch das Volk“. Diese Differenz fällt weniger ins Gewicht, wenn man bedenkt, dass auch die anderen Könige sich diverser prophetischer bzw. mantischer (Orakel-)Techniken bedienten. Doch nicht die Repräsentanten des Volkes bedienen sich des Propheten, sondern JHWH bedient sich durch den Propheten des Volksrepräsentanten und somit des Volks.

#### Die Kontinuität des Ortes
Wie auch in Gen 28,10 ff.  wird in der altorientalischen Umwelt oft die Auffindung des Tempelortes mit Traumgeschichten oder speziellen Offenbarungen gebracht, so auch 2 Sam 24 . Das heißt, die Lage eines Tempels liegt auch nicht im Belieben des Tempelbauers, sprich: des Königs. Die Kontinuität des Ortes ist ja nach Haggai und Sacharja 4,6–10  auch gegeben.

### Versuch einer historischen Wertung
Nach R. Lux bleibt der Bau des Zweiten Tempels ein prophetisches Projekt – ansonsten hätte Haggai Serubbabel (und Jehoschua?) sowie den Rest des Volkes (שארית־העם) nicht derart ermutigen und bestärken müssen. Das Siegelwort passt auch gut zu dieser Annahme. Eventuell war Serubbabel ja tatsächlich nur mit der Befriedung der Westflanke nach Ägypten hin betraut, sollte also lediglich das judäische Gemeinwesen stabilisieren. Dass Haggai mit diesem Davididen einen potentiellen Tempelbauer hatte, ist erst von daher möglich, muss aber nicht von vornherein erklärtes Ziel der persischen Mission gewesen sein.